# Kazungula (Zimbabwe)
Kazungula is een grenspost in de provincie Matabeleland North in Zimbabwe aan de grens met Botswana. De plaats ligt nabij het bijna-vierlandenpunt van Zambia, Zimbabwe, Botswana en Namibië.